# كوريليانو كالابرو

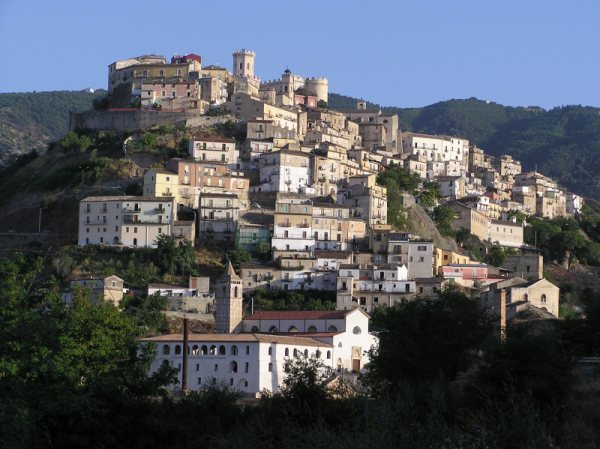
منظر عام كوريليانو كالابرو

Corigliano Calabro كوريليانو كالابرو، مدينة إيطالية تقع في مقاطعة كوزنسا ضمن إقليم كالابريا في جنوب شبه الجزيرة الإيطالية.
بها توجد أطلال thurii ثوري المدينة القديمة.

## السكان
في سنة 1861 بلغ عدد السكان 10٬694 نسمة، وتطور العدد ليصل في سنة 2011 لـ 38٬501 نسمة.
يظهر هذا المخطط البياني تطور النمو السكاني لـ كوريليانو كالابرو

## أعلام
- كارلو الثالث ملك نابولي
- جنارو غاتوزو